# Schule Obenaltendorf 16
Die ehemalige Schule Obenaltendorf 16 in der niedersächsischen Samtgemeinde Land Hadeln, Gemeinde Osten-Altendorf, im Landkreis Cuxhaven, wurde 1899 errichtet. Aktuell (2024) wird sie als Wohnhaus genutzt.
Das Gebäude steht unter Denkmalschutz (siehe auch Liste der Baudenkmale in Osten (Oste)).

## Geschichte und Beschreibung
Altendorf war eine Bauerschaft aus der zusammen mit Isensee um 1400 die Gemeinde Osten entstand. Obenaltendorf hatte eine etwas entferntere Lage zu Altendorf. Der Ort vergrößerte sich mit der Kultivierung von Moorflächen durch das Torfgraben. Mehr Einwohner machten einen Schulneubau erforderlich. Das Grundstück liegt inmitten der von Gräben durchzogenen Marschlandschaft. Bis zu 140 Kinder konnten hier unterrichtet werden.
Das Landesdenkmalamt befand u. a.: „… zeittypische Kombination aus Schulraum und Lehrerwohnung beispielhaft in der Ausprägung dieser Bauform.“ In Osten gibt es heute die einzügige Grundschule Osten, Jahnstraße 14.

## Architektur
Das eingeschossige traufständige verklinkerte historisierende Gebäude in L-Form und in Backstein auf halbhohem Sockel mit hohlpfannengedecktem Satteldach beim Südwesttrakt und Krüppelwalmdach beim Quertrakt, stammt von 1899. Im Erdgeschoss waren die Klassenräume und im Obergeschoss die Lehrerwohnungen untergebracht. Die Giebelfelder sind durch Putzflächen gegliedert, am Südwestgiebel ist zusätzlich das Giebeltrapez verputzt. Ein zweigeschossiges Giebelrisalit mit Eingangsnische und einer zweiflügeligen Holztür mit Oberlicht gliedert die nordwestliche Traufseite. Davor eine zweistufige Freitreppe. Die Fenster- und Türöffnungen sind segmentbogig. Das Gebäude wurde nach der Schulnutzung zu Wohnzwecken umgebaut.